# Alex Pardee

Graffiti von Alex Pardee (San Francisco)

Alexander M. Pardee (* 5. Februar 1976 in Antioch, Kalifornien) ist ein US-amerikanischer Maler, Comiczeichner und Grafikdesigner, der vor allem durch seine Gestaltung von Coverartworks der Death-Metal-Band In Flames und des Rappers Cage bekannt wurde. Er ist Mitglied der Designergruppe Zerofriends.

## Stil
Pardees Werke zeigen meist Geschöpfe mit vielen Gliedmaßen, verzerrten Proportionen und Gesichtern. Häufig vorkommende Bildelemente sind Hörner und Tentakeln.
Er nutzt Bleistifte, Tinte und Wasserfarben. Die Bilder sind oft sehr bunt und schrill, was im Kontrast zu den Horrorgestalten ähnelnden Motiven steht.

## Veröffentlichte Werke

### Covergestaltungen von musikalischen Werken
Aiden
- Conviction

In Flames
- The Mirror's Truth
- A Sense of Purpose

Street Drum Corps
- Street Drum Corps
- We are Machines

TopR
- Cheap Laughs for Dead Comedians
- Marathon of Shame

The Used
- Take It Away
- In Love and Death
- All That I've Got
- I Caught Fire
- Berth
- The Bird and the Worm
- Liar Liar (Burn in Hell)
- Lies for the Liars
- Pretty Handsome Awkward
- Shallow Believer

Cage
- Hell’s Winter Tour DVD
- I Never Knew You EP
- Depart From Me
- Kill the Architect

Deltron 3030
- Event 2

### Comics
- And So He Bathed in The Blood of the Lepers
- Bunnywith
- My Book of Poetry
- My Book of Feelings
- The Ugliest Fairy
- Good Night Lava
- Into the Marrow
- The Secrets of Hollywood

### Bücher
- Awful/Homesick
- Awful/Resilient